# 算子空间
泛函分析中，算子空间（operator space）是赋范向量空间（不必是巴拿赫空间），“与到希尔伯特空间H上所有有界算子空间{\displaystyle B(H)}的等距嵌入一同给出”。算子空间之间的适当态射是完备有界映射。

## 等价形式化
等价地，算子空间是C*-代数的子空间。

## 算子空间范畴
算子空间范畴包含算子系统与算子代数。对于算子系统，除了算子空间的诱导矩阵范数之外，还有诱导矩阵阶。对于算子代数，还有额外的环结构。